# فالتورننتش
فالتورننتش (بالإيطالية: Valtournenche)‏ هي كومونا تقع في إيطاليا في فالي دا أوستا. يقدر عدد سكانها بـ 2,163 نسمة ومساحتها 115 كم2 ووترتفع عن سطح البحر 1,528 متر.

## السكان
في سنة 1861 بلغ عدد السكان 1٬418 نسمة، وتطور العدد ليصل في سنة 2011 لـ 2٬147 نسمة.
يظهر هذا المخطط البياني تطور النمو السكاني لـ فالتورننتش

## أعلام
- أندريا كليمنت